# 美術園道

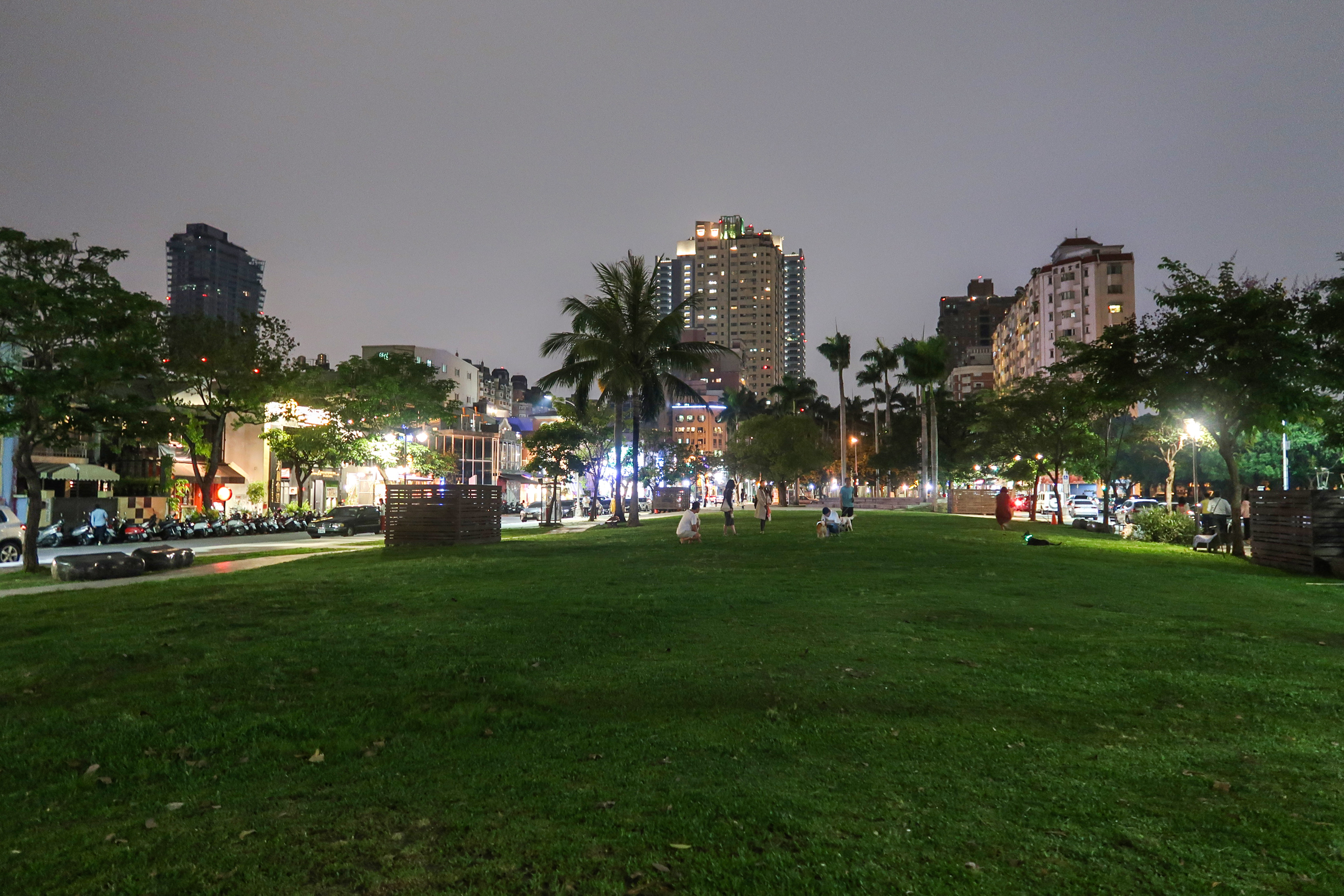
晚上的美術園道（2019年）

台中美術園道，為國立台灣美術館前的兩條林蔭園道通稱，位於臺中市西區。範圍由國立台灣美術館前至柳川河畔，範圍涵蓋五權西一街至五權西四街間的區域，全長約0.9公里。位於五權西三街和五權西四街間的園道，係由土庫溪下游廢河道加蓋填土而成；而位於五權西一街和五權西二街間的園道則是由梅川下游加蓋而來。沿途由許多獨棟的特色主題異國餐廳與藝文空間，組成美術園道商圈。從2003年起，台中的康百視雜誌（COMPASS）每年5月都在此舉辦康百視台中國際美食節。2009年台中市政府開始在經國園道與美術園道提出「草悟道計畫」並開始逐步景觀再造。

## 沿途設施
- 國立台灣美術館

五權西路
- 忠信市場

五權五街
- 美術園道廣場

柳川西路、南屯路、柳川

## 交通
臺中市公車
| 路線號碼 | 營運區間                   | 經營業者                     | 站牌名稱                             | 備註     |
| -------- | -------------------------- | ---------------------------- | ------------------------------------ | -------- |
| 5        | 臺中車站－僑光科技大學     | 全航客運                     | 大墩文化中心（英才路）               |          |
| 23       | 中清同榮路口－市立大里高中 | 統聯客運                     | 美術館（美村路）或美村五權五街口     |          |
| 30       | 台中車站－嶺東科技大學     | 仁友客運                     | 大墩文化中心（五權路）或五權五廊街口 |          |
| 40       | 台中車站－中台新村         | 豐榮客運                     | 大墩文化中心（五權路）或五權五廊街口 |          |
| 51       | 莒光新城－屯區藝文中心     | 豐原客運                     | 大墩文化中心（英才路）               |          |
| 56       | 干城－嶺東科大             | 統聯客運                     | 美術館（五權西路）                   |          |
| 71       | 臺中洲際棒球場－科博館     | 台中客運                     | 美術館（五權西路）                   |          |
| 75       | 勤益科大－台中榮總         | 統聯客運                     | 美術館（五權西路）                   |          |
| 89       | 嶺東科大－東門橋           | 豐榮客運                     | 美術館（五權西路）                   |          |
| 11       | 臺中車站－科博館－臺中車站 | 台中客運、豐原客運、全航客運 | 美術館（五權西路）                   | 綠能街車 |

## 外部連結
- 美術園道官方網站 （页面存档备份，存于）
- 草悟道 - 城市旅行地圖 （页面存档备份，存于）